# Stagmomantis gracilipes
Stagmomantis gracilipes là một loài Bọ ngựa trong họ Bọ ngựa. Loài này được Rehn miêu tả năm 1907. Đây là loài bản địa của Hoa Kỳ.